# جان آر. کاسول
جان آر. کاسول (زاده ۱۸ سپتامبر ۱۸۳۴، جیمز تاون، ایالت سلطنتی، درگذشته ۹ مارس ۱۹۱۸، نیوپورت، رود آیلند) یک تاجر، داروساز و متولی دیرینه و بعداً معاون رئیس دانشکده داروسازی شهر نیویورک بود، در سال ۱۹۰۴ وارد دانشگاه کلمبیا شد.
کاسول تجارت داروسازی پدرش را که در نیوپورت در سال ۱۷۸۰ آغاز شد، ادامه داد و در نهایت با افتتاح اولین شعبه در ۱۸۵۹ Caswell, Massey & Co. نیویورک شکل گرفت. تجارت داروخانه‌های Caswell ,Massey از سال ۲۰۲۱ هنوز در حال فعالیت است و یکی از طولانی‌ترین تجارت‌های مداوم آمریکا است.